# 小説の諸相
『小説の諸相』（しょうせつのしょそう、Aspects of the Novel）は、作家エドワード・モーガン・フォースターによる小説論集。
1927年にケンブリッジ大学のトリニティ・カレッジで行った講義をもとに、古典作品を例に取り、ストーリー、登場人物、プロット、幻想、予言、パターン、リズムという小説における7つの普遍的「諸相」を分析している。
ケリー・サン・ジャックによれば、本書の中心にあるのは「小説には二つの勢力が存在する。人間と人間以外の様々なものの群れである。小説家の仕事は、互いに主張しあうこの二つをなだめすかし、調停をはかることである」というフォスターの小説観である。

## 日本語訳
- 『小説の諸相　E.M.フォースター著作集（8）』 中野康司訳、みすず書房、1994年／改訂版 中公文庫、2024年
- 『小説とは何か　現代小説作法』[2] 米田一彦訳、ダヴィッド社、1969年